# Hernani (Spagna)
Hernani è un comune spagnolo di 20 375 abitanti situato nella comunità autonoma dei Paesi Baschi.

## Società

### Evoluzione demografica
Abitanti censiti

Nel 1986 il quartiere di Lasarte si è staccato per formare il comune di Lasarte-Oria, comportando una perdita di circa 10 000 abitanti.

### Lingue e dialetti
Il dialetto basco locale appartiene alla variante gipuzkoana. Nel 2021 circa il 70% della popolazione era euskaldun ("basconfona").

## Amministrazione
Dalla Transizione spagnola ad oggi, le persone che hanno ricoperto la carica di sindaco (in basco alkatea, in spagnolo alcalde) sono state le sueguenti:
| Periodo | Periodo   | Primo cittadino                      | Partito                                                                 | Carica  | Note |
| ------- | --------- | ------------------------------------ | ----------------------------------------------------------------------- | ------- | ---- |
| 1979    | 1983      | Juan Jose Uria Zubiarrain            | Herri Batasuna                                                          | Sindaco |      |
| 1983    | 1987      | Rikardo Mendiola Egaña               | HB                                                                      | Sindaco |      |
| 1987    | 1991      | Jose Agustin Ezponda Irizar          | HB                                                                      | Sindaco |      |
| 1991    | 1995      | Jose Antonio Rekondo                 | Eusko Alkartasuna (EA)                                                  | Sindaco |      |
| 1995    | 1999      | Jose Antonio Rekondo                 | EA                                                                      | Sindaco |      |
| 1999    | 2003      | Mertxe Etxeberria                    | Euskal Herritarrok                                                      | Sindaca |      |
| 2003    | 2007      | Jose Antonio Rekondo                 | coalizione fra Partito Nazionalista Basco ed Eusko Alkartasuna (EAJ-EA) | Sindaco |      |
| 2007    | 2011      | Marian Beitialarrangoitia Lizarralde | Azione Nazionalista Basca (2007-2009) indipendente (2009-2011)          | Sindaca |      |
| 2011    | 2015      | Luis Intxauspe                       | Bildu                                                                   | Sindaco |      |
| 2015    | 2019      | Luis Intxauspe                       | Euskal Herria Bidlu (EH Bildu)                                          | Sindaco |      |
| 2019    | 2023      | Xabier Lertxundi Asteasuinzarra      | EH Bildu                                                                | Sindaca |      |
| 2023    | in carica | Xabier Lertxundi Asteasuinzarra      | EH Bildu                                                                | Sindaco |      |